# Flossie Wong-Staal

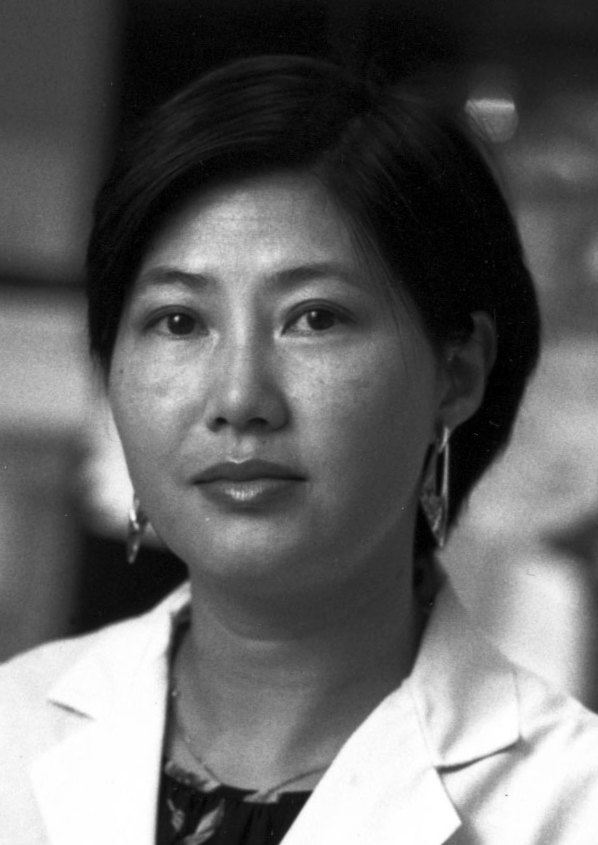
Flossie Wong-Staal

Flossie Wong-Staal (geboren als Wong Yee-ching, chinesisch 黄以静, Pinyin Huáng Yǐjìng; * 27. August 1946 in Guangzhou, Guangdong, Republik China; † 8. Juli 2020 in La Jolla, Kalifornien) war eine US-amerikanische Virologin, Molekularbiologin und Hochschullehrerin chinesischer Herkunft. Sie gehörte zu den Wissenschaftlern um Robert Gallo, die das HI-Virus als Erreger der Immunschwächekrankheit AIDS identifizierten. 1984 gelang es Wong-Staal, das HI-Virus zu klonen und die Funktion seiner Gene zu entschlüsseln. Damit trug sie wesentlich zur Entwicklung von AIDS-Tests bei.
Von 1990 bis 2002 hatte Wong-Staal die Florence-Seeley-Riford-Professur für AIDS-Forschung der University of California, San Diego (UCSD) inne. Sie war Mitgründerin und nach ihrem Ausscheiden bei der University of California Leiterin von Forschung und Entwicklung (Chief Scientific Officer) des pharmazeutischen Unternehmens Immusol. Später begann Wong-Staal, ihre Erkenntnisse aus der Aidsforschung auf das Hepatitis-C-Virus anzuwenden. 2007 wurde Immusol in iTherX Pharmaceuticals umbenannt; das Unternehmen forschte mit Wong-Staal als CSO an Impfstoffen und Medikamenten gegen Hepatitis C.

## Jugend und Studium
Wong Yee-ching wurde 1946 in Guangzhou, Guangdong als drittes von vier Kindern des Tuchhändlers Wong Sueh-fung geboren. Zahlreiche Veröffentlichungen geben ihr Geburtsjahr falsch mit 1947 an. Nach dem Sieg der Kommunistischen Partei Chinas im chinesischen Bürgerkrieg floh die Familie Wong im Jahr 1952 nach Hongkong. Dort besuchte Wong die römisch-katholische Eliteschule Marymount Secondary School und zeigte hervorragende Leistungen in den Naturwissenschaften. Ihre Lehrerinnen legten Wong ein Studium in den Vereinigten Staaten nahe und regten an, dass sie sich einen englisch klingenden Namen zulegte. Wongs Vater wählte daraufhin den Namen Flossie nach einem tropischen Wirbelsturm, der kurz zuvor Hongkong heimgesucht hatte.
Im Alter von 18 Jahren verließ Wong Hongkong, um an der University of California, Los Angeles zu studieren. 1968 graduierte sie zum Bachelor of Science in Bakteriologie. Sie setzte ihr Studium fort und promovierte 1972 mit einer Dissertation in Molekularbiologie, in der sie das Erbgut mutierter und wildlebender Tabakpflanzen miteinander verglich. Nach ihrer Promotion forschte Wong-Staal zunächst bis 1973 als Postdoc an der University of California, San Diego.

## National Cancer Institute
1973 ging sie an das National Cancer Institute (NCI) in Bethesda, Maryland, wo sie im Tumorzellbiologielabor (Tumor Cell Biology Lab, TCBL) von Robert Gallo an Retroviren forschte. Dort wurde sie zu einer der bedeutendsten Wissenschaftlerinnen in der Erforschung des HI-Virus und der Gene, die seine Aktivität steuern.
Ende der 1970er Jahre war der Gedanke, Krebserkrankungen des Menschen könnten durch Viren verursacht werden, von den meisten Krebsforschern verworfen worden. 1980 entdeckten Gallo und seine Mitarbeiter mit dem Humanen T-lymphotropen Virus 1 (HTLV-1) das erste Virus, das eine Krebserkrankung des Menschen auslösen kann. Wenig später entdeckten sie das Humane T-lymphotrope Virus 2 (HTLV-2). Als in den Vereinigten Staaten zunehmend Fälle der als AIDS bezeichneten neuen Immunschwächeerkrankung auftraten, weckten die auch bei den HTLV beobachtete sexuelle Übertragbarkeit und der Befall von T-Lymphozyten das Interesse von Gallo und Wong-Staal.
1982 wurde Wong-Staal Leiterin der Abteilung für die Molekulargenetik der Hämatopoetischen Stammzellen am NCI. 1983 gehörte sie zu dem Team um Robert Gallo, das das zunächst als HTLV-3 bezeichnete HI-Virus als Erreger von AIDS erkannte. Ein französisches Team um Luc Montagnier hatte zuvor dieses Virus isoliert, die französischen Forschungen bauten auf Erkenntnissen Gallos und Wong-Staals auf.
1984 klonte Wong-Staal das HI-Virus und analysierte seine Molekularstruktur. Ihre Forschungsergebnisse trugen zum Verständnis der langen Latenzzeit einer HIV-Infektion bei und waren die Grundlage für die Entwicklung der ersten HIV-Tests. Später studierte eine Gruppe von Forschern um Wong-Staal die Wirkung des Tat-Proteins im Virenstamm HIV-1 auf das Wachstum von Zellen in Läsionen des Kaposi-Sarkoms bei AIDS-Patienten.
1990 nahm Flossie Wong-Staal mit 7.772 Referenzen hinter Joachim Messing, Ellis L. Reinherz und Edward Witten den vierten Platz auf einer Liste der am häufigsten zitierten US-amerikanischen Wissenschaftler bis zum Alter von 45 Jahren ein.

## University of California, San Diego
Zum 1. Januar 1990 verließ Wong-Staal das National Cancer Institute und ging an die University of California, San Diego, wo sie auf den Florence-Seeley-Riford-Lehrstuhl für AIDS-Forschung berufen wurde. Ihr Ziel war die Entwicklung eines Impfstoffs gegen das HI-Virus und die Fortsetzung ihrer Forschung zu den Genen, die die Reproduktion und die Aktivität des HI-Virus steuern. 1994 wurde Wong-Staal Leiterin des neuen AIDS-Forschungszentrums der University of California, San Diego. Ihre Forschungen hatten in der Folgezeit die Entwicklung einer Gentherapie als Ziel, bei der Ribozyme auf die RNA von HIV angesetzt werden sollten, um das Virus in Stammzellen zu unterdrücken. Dafür sollten jene Gene, die für das jahrzehntelange Ruhen des Virus im Körper eines infizierten Patienten sorgten, so modifiziert werden, dass sie dauerhaft aktiv bleiben.

## Pharmazeutische Industrie
Wong-Staal war Mitgründerin und nach ihrem Ausscheiden bei der University of California im Jahr 2002 Leiterin von Forschung und Entwicklung (Chief Scientific Officer) des in der AIDS-Forschung tätigen pharmazeutischen Unternehmens Immusol. Das Unternehmen wurde 2007, nachdem Impfstoffe und Medikamente gegen Hepatitis C zum Forschungsschwerpunkt wurden, in iTherX Pharmaceuticals umbenannt.

## Familie
1971, während ihres Doktorandenstudiums an der University of California, Los Angeles, heiratete Wong einen Kommilitonen, den Onkologen Stephen P. Staal. Aus der um 1990 geschiedenen Ehe gingen zwei Töchter hervor. In zweiter Ehe war sie mit dem Neurologen Jeffrey McKelvy aus San Diego verheiratet. Sie starb an einer Lungenentzündung.

## Veröffentlichungen (chronologische Auswahl)
- Flossie Yeeching Wong: A comparative study of DNA satellites from a cytoplasmic, chloroplast mutant and wild-type tobacco. Dissertation. University of California, Los Angeles 1972 (134 S.).
- Flossie Wong-Staal: Molecular Studies of Human T Cell Leukemia/Lymphotropic Retroviruses. In: Rolf Neth, Robert C. Gallo, Melvyn F. Greaves, Gritta Janka (Hrsg.): Modern Trends in Human Leukemia VI. New Results in Clinical and Biological Research Including Pediatric Oncology (= Hämatologie und Bluttransfusion. Band 29). 1985, ISBN 978-3-540-15329-0, S. 326–330, doi:10.1007/978-3-642-70385-0_68.
- Flossie Wong-Staal, Robert C. Gallo: Human T-lymphotropic retroviruses. In: Nature. Band 317, 1985, S. 395–403, doi:10.1038/317395a0.
- Pierre Corbeau, Flossie Wong-Staal: Anti-HIV Effects of HIV Vectors. In: Virology. Band 243, Nr. 2, 1998, S. 268–274, doi:10.1006/viro.1998.9089.
- Flossie Wong-Staal, Robert C. Gallo (Hrsg.): AIDS Vaccine Research. Dekker, New York u. a. 2002, ISBN 0-8247-0645-5.
- Flossie Wong-Staal, Andrew J. Syder, Jeffrey F. McKelvy: Targeting HCV Entry For Development of Therapeutics. In: Viruses. Band 2, Nr. 8, 2010, S. 1718–1733, doi:10.3390/v2081718, PMC 3185726 (freier Volltext) – (archive.org).

## Auszeichnungen
- Mitglied der National Academy of Medicine (1994)
- Mitglied der Academia Sinica